# Агрономическая улица (Казань)
Агрономическая улица (тат. Агрономия урамы) — небольшая улица в Вахитовском и Приволжском районах Казани.

## География
Пересекается со следующими  улицами:
- улица Нурсултана Назарбаева
- улица Шаляпина
- Ипподромная улица

Ближайшие параллельные улицы: Проспект Универсиады и Качалова.

## История
Возникла не позднее 1-й половины XIX века. До революции 1917 года носила название Задне-Георгиевская улица и относилась к 4-й полицейской части. В 1914 году постановлением Казанской городской думы улица была переименована в Ирбитскую площадь, но реально это название не использовалось. Современное название было присвоено 2 ноября 1927 года.
В 2010-е годы часть домов улицы была снесена для прокладки проспекта Универсиады.
В первые годы советской власти административно относилась к 4-й части города; после введения в городе административных районов относилась к Бауманскому (до 1935), Молотовскому (с 1957 года Советскому, 1935–1942), Свердловскому (1942–1956), Приволжскому (1956–1973), Приволжскому и Вахитовскому (с 1973 года, по участку улицы стала проходить граница двух районов) районам.

## Примечательные объекты
- № 2/9 — жилой дом завода синтетического каучука[тат.].[18]
- № 4 — жилой дом завода синтетического каучука.[19]
- № 9 (снесён) — жилой дом ремонтно-монтажного комбината.[20]
- № 11 — Агентство инвестиционного развития Республики Татарстан.[21]
- № 21 (снесён) — жилой дом лакокрасочного завода («Хитон»).[20]
- № 16 — жилой дом завода «Лесхозмаш».[22]
- № 76 — жилой дом медико-инструментального завода.[23]
- № 80 — жилой дом завода точного машиностроения.[24]
- № 114, 118, 128, 134, 138, 146 (снесены) — жилые дома мехобъединения.[25][26][27][28][29][30]